# Писемність волоф

Поширення мови волоф в Сенегалі.

Писемність волоф — писемність мови волоф. Мова волоф використовує як арабську, так і латинську абетки.

## Латинське письмо
Латинське письмо було стандартизоване у 1971—1985 роках, і стало офіційним для мови волоф в Сенегалі.
| A a | À à  | I i | O o | Ó ó | U u | E e | É é | Ë ë | B b | P p | T t | C c | J j |
| --- | ---- | --- | --- | --- | --- | --- | --- | --- | --- | --- | --- | --- | --- |
| /ɐ/ | /a:/ | /i/ | /ɔ/ | /o/ | /u/ | /ɛ/ | /e/ | /ə/ | /b/ | /p/ | /t/ | /c/ | /ɟ/ |

| X x | D d | R r | S s | Ŋ ŋ | F f | Q q | K k | G g | L l | M m | N n | Ñ ñ | W w | Y y |
| --- | --- | --- | --- | --- | --- | --- | --- | --- | --- | --- | --- | --- | --- | --- |
| /χ/ | /d/ | /r/ | /s/ | /ŋ/ | /f/ | /q/ | /k/ | /g/ | /l/ | /m/ | /n/ | /ɲ/ | /w/ | /j/ |

| H h |
| --- |
| /h/ |

- Довгі голосні передаються подвоєнням відповідних букв для голосних. Якщо буква має діакритичний знак, то при передачі довгого голосного перша буква пишеться з діакритикою, а друга — без: aa [a:], ii [i:], oo [ɔ:], óo [o:], uu [u:], ee [ɛ:], ée [e:], ëe [ə:].
- Довгі приголосні передаються подвоєнням відповідної букви для приголосного: bb [b:], cc [c:], dd [d:], gg [g:], jj [ɟ:], kk [k:], ll [l:], mm [m:], nn [n:], ññ [ɲ:], ŋŋ [ŋ:], pp [p:], rr [r:], tt [t:], ww [w:], yy [j:].
- Преназалізовані приголосні передаються написанням букви m або n перед відповідною буквою для приголосного: mp [mp], mb [mb], nc [ɲc], nd [nd], ng [ŋg], nj [ɲɟ], nk [ŋk], nq [ɴq], nt [nt].
- Звук [a:] записується як à перед преназалізованими та подвоєними приголосними.
- Гортанне зімкнення [ʔ] на письмі не передається.
- Буква h використовується в іншомовних запозиченнях.

## Арабська абетка

### Сенегал
Арабська абетка для мов Сенегалу (волоф, серер, пулар, мандінка, сонінке, балант, діола) була стандартизована впродовж 1986—1990 років Міністерством освіти Сенегалу відділом розвитку національних мов (Directíon de la Promotion des Langues Nationales (DPLN)). Арабська абетка для мови волоф повністю дублює латинську азбуку. Ця азбука створена на основі арабського алфавіту, розробленого إيسيسکٯ‎/ISESCO. Приблизно 20000 людей, — імами та учні коранічних шкіл, — користуються стандартизованим арабським письмом для мов Сенегалу. 
| Арабське       | МФА  |
| -------------- | ---- |
| َ◌              | [ɐ]  |
| ࣵ◌ (зображення) | [a:] |
| ِ◌              | [i]  |
| ࣷ◌ (зображення) | [ɔ]  |
| ٗ◌              | [o]  |
| ُ◌              | [u]  |
| ࣹ◌ (зображення) | [ɛ]  |
| ࣺ◌ (зображення) | [e]  |
| ࣴ◌ (зображення) | [ə]  |

| Арабське | МФА |
| -------- | --- |
| ب‎        | [b] |
| ݒ‎        | [p] |
| ت‎        | [t] |
| ݖ‎        | [c] |
| ج‎        | [ɟ] |
| خ‎        | [χ] |
| د‎        | [d] |
| ر‎        | [r] |
| س‎        | [s] |
| ‎ݝ‎‎        | [ŋ] |

| Арабське | МФА |
| -------- | --- |
| ف‎        | [f] |
| ق‎        | [q] |
| ک‎        | [k] |
| گ‎        | [ɡ] |
| ل‎        | [l] |
| م‎        | [m] |
| ن‎        | [n] |
| ݧ‎‎        | [ɲ] |
| و‎        | [w] |
| ي‎        | [j] |

- Буква ا‎ використовується для передачі голосних на початку слова як носій залежних знаків для голосних.

### ISESCO/إيسيسکٯ
Ця абетка була розроблена Ісламською організацією з питань освіти, науки і культури (إيسيسکٯ‎/ISESCO).
| Арабське       | МФА |
| -------------- | --- |
| َ◌              | [ɐ] |
| ِ◌              | [i] |
| ٝ◌              | [ɔ] |
| ٗ◌              | [o] |
| ُ◌              | [u] |
| ࣹ◌ (зображення) | [ɛ] |
| ࣺ◌ (зображення) | [e] |
| ࣴ◌ (зображення) | [ə] |

| Арабське | МФА |
| -------- | --- |
| ب‎        | [b] |
| پ‎        | [p] |
| ت‎        | [t] |
| چ‎        | [c] |
| ج‎        | [ɟ] |
| خ‎        | [χ] |
| ح‎        | [h] |
| د‎        | [d] |
| ر‎        | [r] |
| س‎        | [s] |
| ‎ݝ‎‎        | [ŋ] |

| Арабське | МФА |
| -------- | --- |
| ف‎        | [f] |
| ق‎        | [q] |
| ك‎        | [k] |
| گ‎        | [ɡ] |
| ل‎        | [l] |
| م‎        | [m] |
| ن‎        | [n] |
| ݧ‎‎        | [ɲ] |
| و‎        | [w] |
| ي‎        | [j] |

| Арабське | МФА  |
| -------- | ---- |
| مب‎       | [mb] |
| مپ‎       | [mp] |
| نت‎       | [nt] |
| نج‎       | [ɲɟ] |
| نچ‎       | [ɲc] |
| ند‎       | [nd] |
| نک‎       | [ŋk] |
| نگ‎       | [ŋg] |

- Буква أ‎ використовується для передачі голосних на початку слова як носій залежних знаків для голосних.

### Сенегал, традиційне (волофал)[11][12]
Арабське письмо для мови волоф (волофал) існувало ще до приходу в Сенегал європейських колонізаторів. Використовувалося воно в коранічних школах для написання ісламської літератури. Найбільшого поширення література на волофал набула після створення суфійського тариката мюридія (засновник — шейх Амаду Бабмба). На відміну від інших тарикатів, які використовували для записів, в основному, арабську мову, послідовники мюридії часто використовували мову волоф. Волофал зараз використовується поряд із стандартизованим арабським письмом, створеним сенегальським відділом розвитку національних мов (DPLN).
| Арабське       | МФА           |
| -------------- | ------------- |
| َ◌              | [a], [ə]      |
| ِ◌              | [i], [e], [ɛ] |
| ُ◌              | [u], [o], [ɔ] |
| ٜ◌              | [e], [ɛ]      |
| ࣾ◌ (зображення) | [o], [ɔ]      |
| ا َ◌            | [aː]          |
| ي ِ◌            | [iː]          |
| و ُ◌            | [uː]          |

| Арабське           | МФА |
| ------------------ | --- |
| ب‎                  | [b] |
| ت‎                  | [t] |
| ج‎                  | [ɟ] |
| ح‎                  | [ħ] |
| خ‎                  | [χ] |
| د‎                  | [d] |
| ر‎                  | [r] |
| س‎                  | [s] |
| ف‎ інші варіанти: ڢ‎ | [f] |
| ‎ق‎‎ інші варіанти: ڧ‎ | [q] |
| ک‎‎                  | [k] |

| Арабське             | МФА |
| -------------------- | --- |
| ل‎                    | [l] |
| م‎                    | [m] |
| ن‎                    | [n] |
| ھ‎                    | [h] |
| و‎                    | [w] |
| ي‎                    | [j] |
| ء‎                    | [ʔ] |
| ݑ‎‎                    | [p] |
| ݣ‎ інші варіанти: ک‎ غ‎ | [g] |
| інші варіанти: ج‎ ني‎  | [ɲ] |

| Арабське             | МФА  |
| -------------------- | ---- |
| ݣ‎ інші варіанти: ڠ‎ غ‎ | [ŋ]  |
| інші варіанти: ج‎     | [c]  |
| ݑ‎ інші варіанти: ب‎   | [mp] |
| نت‎ інші варіанти: ت‎  | [nt] |
| інші варіанти: ج‎     | [ɲɟ] |

| Арабське              | МФА  |
| --------------------- | ---- |
| نک‎ інші варіанти: ک‎   | [ŋk] |
| ب‎ інші варіанти: ݑ‎    | [mb] |
| ند‎ інші варіанти: ڎ‎ د‎ | [nd] |
| інші варіанти: ج‎      | [ɲc] |
| ݣ‎ інші варіанти: ڠ‎    | [ŋg] |
| ق‎ інші варіанти: ڧ‎    | [ɴq] |

| Арабське | Призначення           |
| -------- | --------------------- |
| ّ◌        | подвоєння приголосних |

- Буква ا‎ використовується для передачі голосних на початку слова як носій залежних знаків для голосних.
- Волофал може використовувати як стандартні накреслення букв ق‎ та ف‎, так і західноафрикансько-магрибські — ڧ‎ і ڢ‎ відповідно.
- Буква  в Юнікод ще не внесена.
- Подвоєння приголосних передається шляхом написання шадди над відповідною буквою для приголосного.
- Дифтонги передаються так: перший голосний позначається залежним діакритичним знаком для голосних; другий — буквами із сукуном وْ‎ і يْ‎.

Приклад написання дифтонгів.
| Арабське | МФА  |
| -------- | ---- |
| وْ َ◌      | [aw] |
| يْ َ◌      | [aj] |